# Сура Ан-Наба
Сура Ан-Наба (араб. سورة النبأ‎) або Звістка — сімдесят восьма сура Корану. Мекканська, містить 40 аятів.